# ماتریس دوران
ماتریس دوران در جبر خطی، به ماتریسی گفته می‌شود که توسط آن می‌توان اشکال را در فضای اقلیدسی دوران داد. برای مثال ماتریس
{\displaystyle R={\begin{bmatrix}\cos \theta &-\sin \theta \\\sin \theta &\cos \theta \\\end{bmatrix}}}
نقاط را در فضای xy دکارتی به میزان θ درجه حول نقطه مبدأ در جهت  پاد ساعتگرد یا مثلثاتی دوران می‌دهد. برای انجام عمل دوران با استفاده از یک ماتریس دوران (R) نیاز است تا مختصات نقطه به شکل برداری (v) مشخص باشد. برای بدست آوردن مختصات نقطه پس از عمل دوران کافی است که ضرب ماتریسی Rv انجام شود. از آنجایی که ضرب ماتریسی در بردار صفر (مختصات نقطه مبدأ) تأثیری ندارد، از ماتریس‌های دوران تنها می‌توان برای دوران نقاط حول نقطه مبدأ استفاده کرد.
ماتریس‌های دوران یک توضیح ساده ریاضی برای اینگونه عملیات را فراهم می‌کنند و امروزه به میزان زیادی در علومی مانند هندسه، فیزیک و گرافیک کامپیوتری استفاده می‌شوند.